# Atrek (folyó)
Az Atrek vagy Etrek (perzsául: اترک) Irán északkeleti részéből, a Kopet-dag hegységből eredő folyó. Nyugati irányba folyik és 669 km megtétele után Türkmenisztán területén éri el a Kaszpi-tenger délkeleti sarkát. A folyó vízének nagyarányú mezőgazdasági felhasználása miatt csak az áradási időszakokban torkollik ténylegesen a Kaszpi-tengerbe.

## Leírása
Az Atrek Türkmenisztán egyetlen Kaszpi-tengerbe ömlő folyója, hossza 669 km, vízgyűjtő területe 27.300 km².
A folyó Északkelet-Irán hegységeiből ered, a Kopet-dag gerincén elolvadó hó és az esővíz táplálja, így vize a tavasz végére sekéllyé 
válik. Emellett a folyó vízének nagy részét a környező területek öntözésére használják, így csak áradások idején éri el a Kaszpi-tengert.
A folyó először északnyugati, aztán nyugati irányba folyik. Miután találkozik a Sumbar folyóval (37° 59' 28" É 55° 16' 29" K) az Atrek az Irán és Türkmenisztán közötti határt képezi. A Kaszpi-tenger délkeleti csücskében az Asztrabad-öböltől északra lévő Hasszan-Kuli-öbölbe ömlik.

## Fordítás
Ez a szócikk részben vagy egészben  az   Atrak című német Wikipédia-szócikk fordításán alapul.  Az eredeti cikk szerkesztőit annak laptörténete sorolja fel. Ez a jelzés csupán a megfogalmazás eredetét és a szerzői jogokat jelzi, nem szolgál a cikkben szereplő információk forrásmegjelöléseként.